# Christian Juhl (político)
Christian Juhl (nascido a 24 de fevereiro de 1953 em Hejls) é um político dinamarquês, membro do partido político Folketing for the Red-Green Alliance. Ele foi eleito para o parlamento nas eleições gerais dinamarquesas de 2011.

## Carreira política
Juhl foi eleito para o parlamento nas eleições de 2011, nas quais recebeu 1.566 votos, e foi reeleito em 2015 com 1.648 votos e em 2019 com 1.178 votos.
Juhl também é membro do Movimento Popular contra a UE e concorreu nas eleições para o Parlamento Europeu pelo partido em 2009, 2014 e 2019, embora não tenha sido eleito.